# Parafia św. Wojciecha w Staszkówce
Parafia św. Wojciecha w Staszkówce – parafia znajdująca się w diecezji tarnowskiej w dekanacie łużniańskim.
W ołtarzu głównym kościoła parafialnego znajduje się obraz Matki Bożej Staszkowskiej.
Patronem parafii jest:
- św. Wojciech BM.

Kościół jest pod wezwaniem:
- Imienia Najświętszej Maryi Panny.

Proboszczem parafii jest ks. Krzysztof Jarmuła pełniący służbę w Staszkówce od 2010. 